# Château de l'impératrice Eugénie de Montijo
Le château d'Arteaga (Biscaye, Espagne) est une demeure néo-gothique, propriété de l'impératrice Eugénie.
Dotée d'un donjon, d'origine médiéval, il fut entièrement rebâti au milieu du XIXe siècle dans le goût de l'architecture gothique remise à la mode par le romantisme.
Ce château, d'origine médiéval, ancienne place forte, est placé dans une zone privilégiée de l'estuaire de l'Urdaibai, non loin de l'historique localité de Gernika. 
Contrairement aux châteaux de défense espagnols, il n'est pas situéé en hauteur mais dans une plaine ou un pré, entouré d'un grand parc à l'anglaise. 
Dans cet aspect, il ressemble aussi au château de Pierrefonds, autre résidence impériale néogothique issue d'une ex-forteresse médiévale beaucoup plus importante. L'historien de l'art Philippe Cachau, qui a engagé une étude complète de la résidence impériale d'Arteaga, la qualifie ainsi de "petite soeur de Pierrefonds".

## Dates historiques

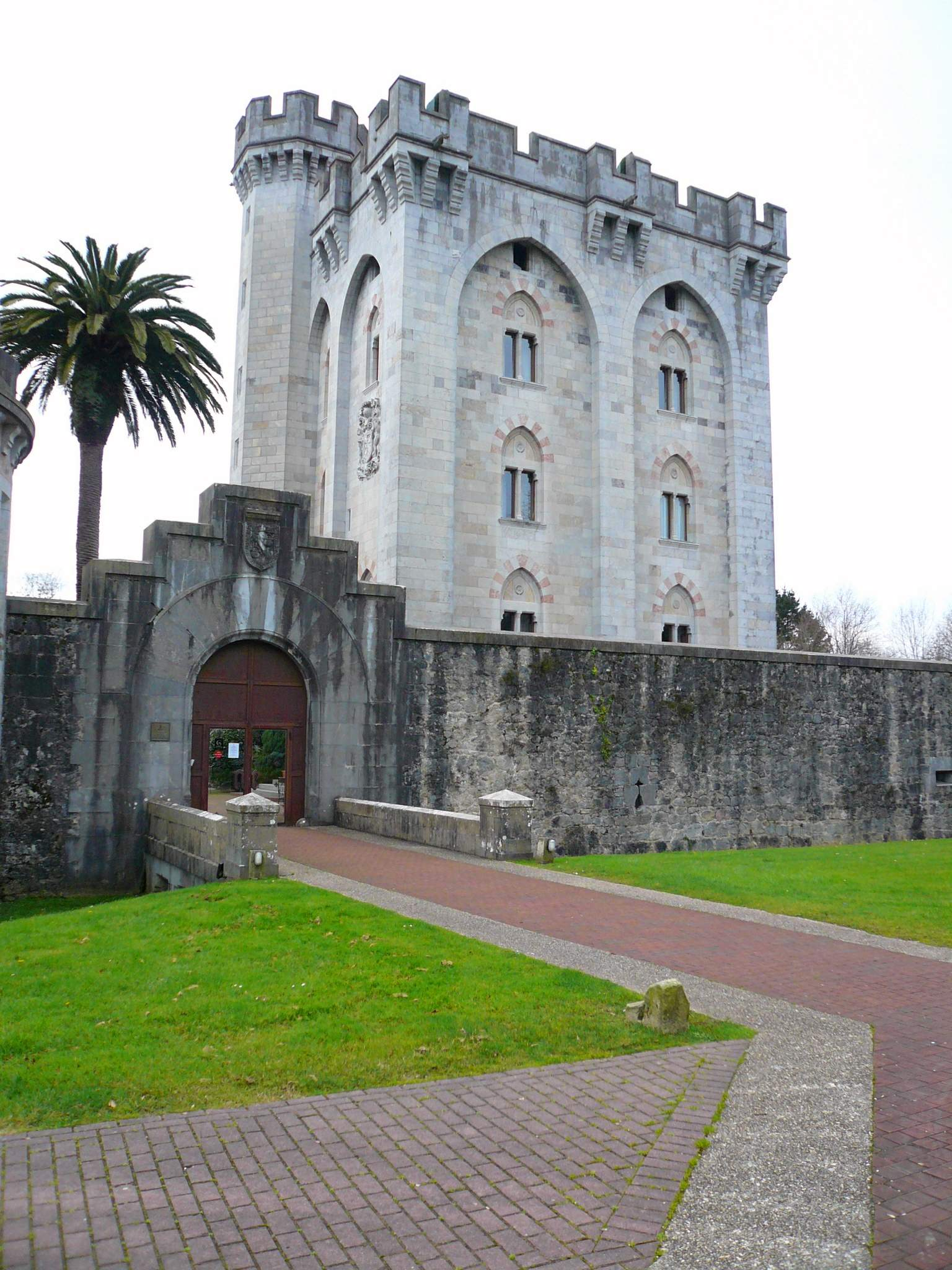
Accès au château par la porte de l'enceinte

La bâtisse est fondée sur les fondations d'une ancienne tour, mentionnée dans des documents du milieu du XVe siècle et qui, au XIXe siècle, était en ruine, après avoir été utilisée comme maison de labourd.
Ce donjon doit être mis en rapport avec le lignage d'Arteaga, famille associée aux Montijo et par là-même, avec l'impératrice Eugénie, épouse de Napoléon III de France. 
La maison des Alba, dû au fait que sa sœur Paca épousa le duc d'Albe, qui fut celui qui promut la restauration du bâtiment, après que les Juntas de Biscaye aient honoré le prince impérial avec le titre de vizcaíno originario (biscaïen d'origine).
Napoléon III choisit pour architecte Louis-Auguste Couvrechef, architecte des résidences de Pau et de Biarritz, pour concevoir les plans du nouveau bâtiment. 
Mort sur le chantier en 1857, il fut remplacé par Gabriel-Auguste Ancelet, son successeur sur les résidences de Pau et de Biarritz en 1858. Ancelet quitta ce poste en 1864 pour prendre la charge d'architecte du château de Compiègne. La restauration du château et de son domaine fut parachevée alors par Joseph-Auguste Lafollye. 
Malgré les nombreux travaux effectués, la famille impériale n'y logea jamais, quand bien même elle en caressa le souhait et se rendit plusieurs fois en Espagne.
En 1920, à la mort de l'ex-impératrice Eugénie à Madrid, le château devint la propriété de Jacobo Fitz-James Stuart, 17e duc d'Albe, neveu d'Eugénie.

## Description
Le plan de la place forte forme un rectangle de 17 x 12 mètres, doté de quatre tours aux angles dont deux grandes et deux petites. Au centre,  est un donjon doté d'une tour octogonale pour l'escalier communiquant aux étages.
Le donjon est en pierres grises et marbres rouges. Les quatre façades présentent deux arcs ogivaux, depuis la base  jusqu'aux machicoulis, dotées de huit fenêtres du même goût, deux pour chaque étage. 
L'entrée du donjon présente un superbe blason aux armes de l'impératrice Eugénie dont celles d'Arteaga.
Le château est élevé de cinq étages sur cave, dans laquelle on trouve une cuisine, un entrepôt et une salle pour les domestiques. 
Un vaste perron de marbre permet l'accès au premier étage dans lequel se trouve une entrée d'une grande richesse décorative. Les deux pièces ensuite forment le salon et la salle à manger, décorés dans le style néo-gothique avec deux cheminées monumentales de marbre gris et socles du bois de chêne.
Le second étage était celui destiné aux chambres de l'empereur et de l'impératrice. Celle de la souvreraine était doté d'un petit oratoire avec beaux vitraux d'esprit gothique.
Le troisième étage était celui du prince impérial et de deux dames d'honneur de l'impératrice. 
Les étages supérieurs étaient destinés aux domestiques et aux greniers coiffés d'un comble à l'italienne et non d'une terrasse comme aujourd'hui.
Toute la propriété a été récemment récupérée comme établissement hôtelier,.

### Sources
- (es) Cet article est partiellement ou en totalité issu de l’article de Wikipédia en espagnol intitulé « Castillo de la Emperatriz Eugenia de Montijo » (voir la liste des auteurs).